# Quelque part (chanson de Sheryfa Luna)
Pour les articles homonymes, voir Quelque part.
Singles de Sheryfa Luna
Il avait les mots
(2007)
Quelque part est une chanson de la chanteuse R'n'B Sheryfa Luna. C'est le premier single extrait de son album Sheryfa Luna. Quelque Part est écrite par Jena Lee, qui a d'ailleurs ensuite écrit 5 titres sur l'album de Sheryfa Luna; et composée par Trak Invaders.
Sorti le 5 novembre dans le commerce, une semaine après avoir été proposée sur les plateformes de téléchargement légal, le single se classe numéro un des ventes de singles en France juste devant Johnny Hallyday en s'écoulant à plus de 35 000 exemplaires[réf. nécessaire] en première semaine. La deuxième semaine, avec 16 877 ventes supplémentaires, il conserve sa place de numéro un. Pour sa troisième semaine, le titre se classe une nouvelle fois premier s'écoulant à 16 064 copies. Finalement, il restera encore une quatrième semaine en tête des ventes avant de céder sa place au single de Fatal Bazooka, Parle à ma main. Après 18 semaines dans les charts français, le single s'est écoulé au total à 124 400 exemplaires.

## Clip vidéo
Le clip a été réalisé par Yvan Grbovic, également réalisateur de divers clips pour Vitaa, Diam's et d'autres artistes encore. Il a été tourné à Paris dans le 19e arrondissement. À la fin du clip, on peut apercevoir quelques invités spéciaux comme Ibtisame, une candidate de Popstars et des membres de son crew de danse préféré, le Wanted Posse.

## Liste des pistes
- CD single

1. Quelque part (Radio Edit) – 3:28
2. Quelque part (Album Version) – 4:26
3. Quelque part (Instrumental) – 4:26

## Classement hebdomadaire
| Classement (2007-2008)                  | Meilleure position |
| --------------------------------------- | ------------------ |
| Belgique (Wallonie Ultratop 50 Singles) | 5                  |
| France (SNEP)                           | 1                  |
| Suisse (Schweizer Hitparade)            | 35                 |

## Certifications
| Pays   | Certification | Ventes  |
| ------ | ------------- | ------- |
| France | Argent        | 124 400 |